# Hidden and Dangerous 2
Hidden and Dangerous 2 est un jeu vidéo de tir tactique développé par Illusion Softworks, sorti en 2003 sous Windows. L'action se déroule pendant la Seconde Guerre mondiale.
Il s'agit de la suite de Hidden and Dangerous.

## Système de jeu
Hidden & Dangerous 2, comme son prédécesseur, se concentre sur le Special Air Service britannique pendant la Seconde Guerre mondiale. Il suit le même concept de tir tactique original à la première ou troisième personne. Le moteur LS3D du jeu a notamment été utilisé par le jeu Mafia.
Les éléments de jeu tels que les commandes vocales, le contrôle du plan ou de la carte en temps réel, l'utilisation des véhicules, la sélection de l'équipement et le mécanisme à la première personne ont été considérablement améliorés par rapport à l'original. La possibilité de prendre des prisonniers de guerre, a ajouté des options de furtivité améliorées pour le joueur qui incluent l'acquisition d'uniformes ennemis. Les types de missions comprennent l'espionnage, le sabotage, la recherche et la destruction, la libération de villes, le sauvetage de prisonniers, la récupération d'officiers et de documents ennemis, l'assistance aux partisans et l'assassinat. La variété des lieux comprend la Norvège, la Libye, un fjord norvégien, la Birmanie, l'Autriche, la France et la Tchécoslovaquie.
Le pack d'expansion Sabre Squadron ajoute des missions en France, en Libye et en Sicile. Certaines de ces missions sont calquées sur des exploits réels des SAS. La plupart du jeu s'inspire de l'époque et du lieu historique des opérations SAS. Les missions sont basées sur un gameplay de type bac à sable où les joueurs sont généralement libres d'errer sur une carte et de poursuivre des objectifs généralement à leur guise et selon la séquence de leur choix. Un mécanisme de stratégie en temps réel permet également aux joueurs de contrôler les événements pour des manœuvres tactiques séquentielles mises en scène ou par le biais d'un commandement aérien en temps réel. 

### Solo
Le joueur est à la tête d'une escouade de quatre hommes du Special Air Service et doit remplir plusieurs objectifs au cœur des lignes allemandes. Les missions peuvent se jouer en infiltration, par une approche tactique. Cependant, le joueur peut parfois plutôt choisir de jouer de manière agressive.
les missions peuvent se faire en mode Loup Solitaire, c'est-à-dire avec un seul soldat.
L'action se déroule de la Norvège à la Birmanie, en passant par la Normandie et la Libye. Les 23 missions (voir ci-dessous) sont variées, l'infiltration aura généralement comme but un vol de documents secrets ou un sabotage, par exemple.

### Multijoueur
Le jeu sur internet et en réseau bénéficie de plusieurs types de partie :
- Capture de drapeaux
- Match à mort
- Match à mort par équipe
- Occupation.
- Vol de documents secrets
- Sabotage

Les cartes sont vastes et donnent la possibilité de piloter les véhicules.
Depuis l'année 2012, le serveur gamepsy a fermé et il n'est donc plus possible de jouer en mode multijoueur à ce jeu vidéo.
Une application Web tierce a été développée pour garder des joueurs dans le jeu ; elle peut être trouvée ici.

## Accueil
- Jeuxvideo.com : 14/20[1]

## Extension
En 2004 est sortie l'extension Sabre Squadron qui ajoute 9 missions qui sont jouables en solo ainsi qu'en coopération sur internet.